# Felizzano
Felizzano je italská obec v provincii Alessandria v oblasti Piemont.
K 31. prosinci 2010 zde žilo 2 475 obyvatel.

## Sousední obce
Altavilla Monferrato, Fubine, Masio, Quattordio, Solero, Oviglio